# پخش ویدئویی دیجیتال ماهواره‌ای با کانال بازگشت
دی‌وی‌بی‌آرسی‌اس (به انگلیسی: Digital Video Broadcasting - Return Channel via Satellite) و به اختصار (به انگلیسی: DVB-RCS) به معنی پخش ویدئویی دیجیتال-با کانال بازگشت از طریق ماهواره (یا بازگشت کانال روی سامانه) است.
استاندارد DVB-RCS (استاندارد با شماره ETSI EN 301.790) برای سیستم ارتباط چند رسانه‌ای دوطرفهٔ ماهواره‌ای است که در سال ۱۳۷۸ (۱۹۹۹ میلادی) توسط کنسرسیوم DVB طراحی شده‌است.
نسخه پنجم این استاندارد در سال ۱۳۸۷ (۲۰۰۸ میلادی) تکمیل شد.
DVB-RCS استاندارد ارتباطی ماهواره‌ای متن‌باز با مدیریت پهنای باند بسیار کارآمد است.
این استاندارد از سیستمهای کلیددهی شیفت فاز (به انگلیسی: QPSK ,GMSK) و دسترسی چندگانه تقسیم زمانی، چند فرکانسه (به انگلیسی: MF-TDMA) استفاده می‌کند.

## در ایران
شرکت خدمات انفورماتیک در سال ۱۳۸۸ موفق به طراحی و ساخت پایانه‌های ماهواره‌ای سرعت بالا با تکنولوژی DVB-RCS شده‌است.